# تغییر پوشش زمین
تغییر پوشش زمین به تغییراتی گفته می‌شود که از سوی انسان‌ها روی پوشش زمین انجام می‌شود. اگرچه انسان‌ها در طول سال‌های طولانی همیشه در حال تغییر زمین بودند، اما اندازه‌گیری‌های کنونی تغییر زمین نشان‌دهندهٔ بالاترین میزان تغییر در تمام تاریخ عمر بشریت است.  این تغییرات که همه شامل دخالت‌های مستقیم و غیر مستقیم انسان است، می‌تواند حدود نیمی از سطح خشکی‌های زمین را پایان قرن حاضر میلادی دچار تغییرات جدی کند و اکوسیستم‌های زمینی دچار تغییرات زیادی خواهند شد.
تغییرات سریع کاربری اراضی و پوشش زمین در ایران در حومهٔ شهرهای بزرگ، به‌ویژه شهر تهران با پیامدهای مهمی چون تخریب منابع طبیعی، آلودگی‌های زیست‌محیطی و رشد نامناسب شهرها همراه بوده است. با استفاده از تصاویر ماهواره‌ای چندزمانه لندست مربوط به سال‌های ۱۹۷۶ (میلادی)، ۱۹۸۸ (میلادی) و ۲۰۰۰ (میلادی)، اطلاعات جانبی و مدل زنجیره‌ای مارکوف، تغییرات کاربری اراضی و پوشش زمین طی ۲۴ سال در حومهٔ شهر تهران بررسی شده و نتایج نشان‌دهندهٔ گسترش زیاد مناطق ساخته‌شده و تخریب شدید اراضی کشاورزی طی این دوره در منطقه بوده‌است.